# Orconectes eupunctus
Orconectes eupunctus är en kräftdjursart som beskrevs av A. B. Williams 1952. Orconectes eupunctus ingår i släktet Orconectes och familjen Cambaridae. IUCN kategoriserar arten globalt som sårbar. Inga underarter finns listade i Catalogue of Life.